# Фишер, Энтони Колин
Энтони Колин Фишер (англ. Anthony Colin Fisher; род. 10 марта 1960, Сидней, Австралия) — австралийский прелат. Титулярный епископ Буруни и вспомогательный епископ Сиднея с 16 июля 2003 по 8 января 2010 год. Епископ Парраматта с 8 января 2010 по 18 сентября 2014 год. Архиепископ Сиднея с 18 сентября 2014 года.

## Ранние годы и образование
Колин Фишер родился старшим из пяти детей в Кроус Нест, Сидней, в семье Глории Магуреги, чей отец был испано-баскского происхождения, а мать была наполовину итальянкой, наполовину румынкой — она мигрировала со своей семьёй в Австралию из Азии в 1950-х годах — и Колина Фишера, фармацевта из Эшфилда с англо-ирландскими корнями. Он был крещён в церкви Святой Терезы в Лакембе и посещал приходскую школу в 1965 и 1966 годах. Семья Фишер жила в Белморе, Кентербери и Уайли-Парке, прежде чем переехать в Лонгвиль и Мэнли.
Фишер учился в начальной школе Святого Михаила в Лейн-Коув, Колледже Святого Креста в Райде и Колледже Святого Игнатия в Ривервью, где он обучался в 1977 году. Он шесть лет учился в Сиднейском университете, получив степень бакалавра искусств по истории с отличием и степень бакалавра права. Затем он занимался юридической практикой в коммерческой юридической фирме «Clayton Utz», где составлял контракты на реконструкцию здания королевы Виктории. Он взял отпуск со своей работы юристом, чтобы отправиться путешествовать по Европе, чтобы определить свое призвание.